# Fussballclub Aarau 1902 2004-2005
Questa voce raccoglie le informazioni riguardanti il Fussballclub Aarau 1902 nelle competizioni ufficiali della stagione 2004-2005.

## Stagione
Nella stagione 2004-2005 l'Aarau, allenato da Martín Rueda e Andy Egli, concluse il campionato di Super League all'8º posto. In Coppa Svizzera l'Aarau fu eliminato in semifinale dal Lucerna.

## Rosa
| N. |                               | Ruolo | Calciatore         |
| -- | ----------------------------- | ----- | ------------------ |
| 1  | Svizzera (bandiera)           | P     | Oliver Stöckli     |
| 2  | Svizzera (bandiera)           | D     | Flavio Schmid      |
| 3  | Italia (bandiera)             | D     | Davide Moretto     |
| 4  | Armenia (bandiera)            | D     | Harutyun Vardanyan |
| 5  | Svizzera (bandiera)           | D     | Sven Christ        |
| 6  | Svizzera (bandiera)           | C     | Roland Bättig      |
| 7  | Italia (bandiera)             | A     | Gaetano Giallanza  |
| 8  | Macedonia del Nord (bandiera) | C     | Argjend Bekjiri    |
| 9  | Svizzera (bandiera)           | A     | Rainer Bieli       |
| 10 | Camerun (bandiera)            | C     | Augustine Simo     |
| 11 | Spagna (bandiera)             | C     | Carlos Varela      |
| 12 | Brasile (bandiera)            | D     | Paulinho           |
| 14 | Burundi (bandiera)            | C     | David Opango       |

| N. |                                 | Ruolo | Calciatore              |
| -- | ------------------------------- | ----- | ----------------------- |
| 16 | Italia (bandiera)               | D     | Fernando Ferrari        |
| 17 | Svizzera (bandiera)             | C     | Manuel Schenker         |
| 18 | Svizzera (bandiera)             | P     | Swen König              |
| 19 | Camerun (bandiera)              | D     | Jean-Pierre Tcheutchoua |
| 20 | Svizzera (bandiera)             | C     | Gökhan Inler            |
| 21 | Svizzera (bandiera)             | D     | Arnaud Bühler           |
| 22 | Bosnia ed Erzegovina (bandiera) | A     | Slavisa Dugic           |
| 23 | Svizzera (bandiera)             | P     | Massimo Colomba         |
| 24 | Svizzera (bandiera)             | D     | Matteo Vanetta          |
| 26 | Serbia e Montenegro (bandiera)  | C     | Sehar Fejzulahi         |
| 27 | Svizzera (bandiera)             | A     | Gezim Sadiku            |
| 28 | Svizzera (bandiera)             | P     | Roman Rudolf            |

## Organigramma societario
Area tecnica
- Allenatore: Andy Egli
- Allenatore in seconda: Silvano Bianchi
- Preparatore dei portieri:
- Preparatori atletici:

## Calciomercato

### Sessione estiva
| Acquisti | Acquisti           | Acquisti          | Acquisti |
| R.       | Nome               | da                | Modalità |
| -------- | ------------------ | ----------------- | -------- |
| A        | David Sesa         | Napoli            |          |
| C        | Roland Bättig      | Neuchâtel Xamax   |          |
| C        | Argjend Bekjiri    | Shkupi            |          |
| A        | Slavisa Dugic      | Servette          |          |
| A        | Gaetano Giallanza  | Young Boys        |          |
| C        | Manuel Schenker    | Concordia Basilea |          |
| C        | Augustine Simo     | Zurigo            |          |
| D        | Harutyun Vardanyan | Servette          |          |

| Cessioni | Cessioni             | Cessioni            | Cessioni |
| R.       | Nome                 | a                   | Modalità |
| -------- | -------------------- | ------------------- | -------- |
| A        | David Sesa           | Palazzolo           |          |
| C        | Marek Citko          | KS Cracovia         |          |
| D        | Alexandre de Freitas | YF Juventus         |          |
| A        | Patrick de Napoli    | Young Boys          |          |
| C        | Alain Gaspoz         | Sion                |          |
| A        | Mikhail Kavelashvili | Spartak Vladikavkaz |          |
| D        | Stephan Keller       | Rot-Weiß Erfurt     |          |
| A        | Borko Marinkovic     | Víkingur            |          |
| C        | Alain Schultz        | Wohlen              |          |
| C        | Gerardo Seoane       | Grasshoppers        |          |
| C        | Charles Wittl        | La Chaux-de-Fonds   |          |

### Sessione invernale
| Acquisti | Acquisti         | Acquisti          | Acquisti |
| R.       | Nome             | da                | Modalità |
| -------- | ---------------- | ----------------- | -------- |
| P        | Oliver Stöckli   | Concordia Basilea |          |
| D        | Fernando Ferrari | Vaduz             |          |
| C        | Gökhan Inler     | Basilea II        |          |

| Cessioni | Cessioni       | Cessioni | Cessioni |
| R.       | Nome           | a        | Modalità |
| -------- | -------------- | -------- | -------- |
| C        | Dany Bolliger  | Zofingen |          |
| C        | Stefan Fischer | Zofingen |          |

## Risultati

### Super League

#### Prima fase, girone di andata
| Arbitro: | Wildhaber |

| |           |  |
| Yakın 20’ (rig.) Smiljanić 38’ Giménez 45’ Cantaluppi 53’ (rig.) Moretto 62’ (aut.) Chipperfield 74’ | Marcatori |  |

| Arbitro: | Petignat |

|  |           |                  |
|  | Marcatori | 67’ Kulaksızoğlu |

| Arbitro: | Rogalla |

|                           |           |             |
| Baumann 23’ Margairaz 47’ | Marcatori | 3’ Paulinho |

| Arbitro: | Busacca |

|                                                      |           |  |
| Alicarte 14’ (aut.) Dugic 79’ Bekjiri 80’ Varela 88’ | Marcatori |  |

| Arbitro: | Leuba |

|                      |           |                          |
| Petrosyan 34’ (rig.) | Marcatori | 22’, 78’ Bieli 81’ Dugic |

| Arbitro: | Etter |

|                      |           |                                       |
| Giallanza 17’ (rig.) | Marcatori | 13’ Rochat 50’ Urdaneta 70’ Chapuisat |

| Arbitro: | Rogalla |

|                                |           |                              |
| Senn 11’ Rodrigo 49’ Ademi 84’ | Marcatori | 8’ Varela 31’, 63’ Giallanza |

| Arbitro: | Nobs |

|                                    |           |                     |
| Bühler 22’ Simo 49’ Bieli 78’, 84’ | Marcatori | 25’ (rig.) Akwuegbu |

| Arbitro: | Wildhaber |

|           |           |               |
| Núñez 40’ | Marcatori | 66’ Giallanza |

#### Prima fase, girone di ritorno
| Arbitro: | Bertolini |

|           |           |  |
| Varela 6’ | Marcatori |  |

| Thun 3 ottobre 2004, ore 16:15 CEST 11ª giornata | Thun     | 0 – 0 referto | Aarau | Lachenstadion (5 100 spett.)\| Arbitro: \| Petignat \| |
| Arbitro:                                         | Petignat |               |       |                                                        |

| Aarau 16 ottobre 2004, ore 19:30 CEST 12ª giornata | Aarau | 0 – 0 referto | Neuchâtel Xamax | Stadion Brügglifeld (5 000 spett.)\| Arbitro: \| Nobs \| |
| Arbitro:                                           | Nobs  |               |                 |                                                          |

| Arbitro: | Rogalla |

|            |           |  |
| Merino 78’ | Marcatori |  |

| Arbitro: | Circhetta |

|                                           |           |          |
| Bieli 11’ Giallanza 26’ Stahel 62’ (aut.) | Marcatori | 74’ Ilie |

| Arbitro: | Leuba |

|                      |           |                      |
| Chapuisat 94’ (rig.) | Marcatori | 14’ (rig.) Giallanza |

| Arbitro: | Rutz |

|                            |           |                 |
| Giallanza 36’ Paulinho 51’ | Marcatori | 30’ Truckenbrod |

| Arbitro: | Laperrière |

|                      |           |            |
| Merenda 65’ Wolf 89’ | Marcatori | 40’ Christ |

| Arbitro: | Busacca |

|              |           |                     |
| Paulinho 87’ | Marcatori | 67’ Núñez 78’ Touré |

#### Seconda fase, girone di andata
| Arbitro: | Petignat |

|             |           |                       |
| Vanetta 58’ | Marcatori | 17’ M'Futi 90’ Ielsch |

| Arbitro: | Circhetta |

|          |           |              |
| Senn 43’ | Marcatori | 22’ Schenker |

| Arbitro: | Zimmermann |

|                                |           |                                       |
| Fejzulahi 10’ (rig.) Bieli 16’ | Marcatori | 60’ Gygax 72’ (aut.) Stöckli 85’ Ilie |

| Arbitro: | Wildhaber |

|          |           |           |
| Neri 36’ | Marcatori | 58’ Inler |

| 23ª giornata |  | – turno di riposo |  |  |

| San Gallo 16 marzo 2005, ore 19:30 CET 24ª giornata | San Gallo | 0 – 0 referto | Aarau | Stadion Espenmoos (7 000 spett.)\| Arbitro: \| Grossen \| |
| Arbitro:                                            | Grossen   |               |       |                                                           |

| Arbitro: | Stuchlik |

|                         |           |                                      |
| Giallanza 32’ Bieli 74’ | Marcatori | 3’ Lichtsteiner 16’ Muff 90’ Cabanas |

| Arbitro: | Bertolini |

|                                                |           |                            |
| Huggel 49’ Giménez 50’ Carignano 53’ Zanni 62’ | Marcatori | 22’ Paulinho 39’ Giallanza |

| Arbitro: | Nobs |

|           |           |                                                                               |
| Bieli 70’ | Marcatori | 20’ Renggli 34’ Raimondi 68’, 88’ Gelson 74’ Pallas 78’ Lustrinelli 90’ Moser |

#### Seconda fase, girone di ritorno
| Arbitro: | Etter |

|                                                       |           |  |
| Gelson 8’, 66’ Lustrinelli 28’ Renggli 36’ Gerber 41’ | Marcatori |  |

| Arbitro: | Kever |

|  |           |                                                 |
|  | Marcatori | 14’ Smiljanić 16’ (rig.), 33’, 77’, 90’ Giménez |

| Arbitro: | Salm |

|            |           |           |
| Seoane 29’ | Marcatori | 55’ Inler |

| Arbitro: | Bertolini |

|                            |           |             |
| Moretto 40’, 53’ Inler 89’ | Marcatori | 13’ Marazzi |

| 32ª giornata |  | – turno di riposo |  |  |

| Arbitro: | Rogalla |

|            |           |           |
| M'Futi 11’ | Marcatori | 86’ Dugic |

| Arbitro: | Rutz |

|  |           |                   |
|  | Marcatori | 40’ (aut.) Bühler |

| Arbitro: | Leuba |

|          |           |             |
| Bieli 7’ | Marcatori | 38’ Häberli |

| Arbitro: | Wildhaber |

|                            |           |  |
| Cesar 90’ (rig.) Keita 90’ | Marcatori |  |

### Coppa Svizzera
| 18 settembre 2004, ore 16:15 CEST Primo turno | Niedergösgen | 0 – 9 | Aarau |  |

| 23 ottobre 2004, ore 15:30 CEST Secondo turno | Lugano               | ? – ? | Aarau |  |
| \| \| \| \| \| \| Tiri di rigore 8 – 9 \| \|  |                      |       |       |  |
|                                               |                      |       |       |  |
|                                               | Tiri di rigore 8 – 9 |       |       |  |

| 20 novembre 2004, ore 16:15 CET Ottavi di finale | Baulmes | 0 – 2 | Aarau |  |

| 13 febbraio 2005, ore 14:30 CET Quarti di finale | San Gallo            | ? – ? | Aarau |  |
| \| \| \| \| \| \| Tiri di rigore 3 – 4 \| \|     |                      |       |       |  |
|                                                  |                      |       |       |  |
|                                                  | Tiri di rigore 3 – 4 |       |       |  |

| 14 aprile 2005, ore 20:15 CEST Semifinale | Aarau | 1 – 2 | Lucerna |  |

## Statistiche

### Statistiche di squadra
| Competizione   | Punti | In casa | In casa | In casa | In casa | In casa | In casa | In trasferta | In trasferta | In trasferta | In trasferta | In trasferta | In trasferta | Totale | Totale | Totale | Totale | Totale | Totale | DR  |
| Competizione   | Punti | G       | V       | N       | P       | Gf      | Gs      | G            | V            | N            | P            | Gf           | Gs           | G      | V      | N      | P      | Gf     | Gs     | DR  |
| -------------- | ----- | ------- | ------- | ------- | ------- | ------- | ------- | ------------ | ------------ | ------------ | ------------ | ------------ | ------------ | ------ | ------ | ------ | ------ | ------ | ------ | --- |
| Super League   | 32    | 17      | 6       | 2       | 9       | 26      | 32      | 17           | 1            | 9            | 7            | 16           | 32           | 34     | 7      | 11     | 16     | 42     | 64     | -22 |
| Coppa Svizzera | -     | 1       | 0       | 0       | 1       | 1       | 2       | 4            | 2            | 2            | 0            | 11           | 0            | 5      | 2      | 2      | 1      | 12     | 2      | +10 |
| Totale         | 32    | 18      | 6       | 2       | 10      | 27      | 34      | 21           | 3            | 11           | 7            | 27           | 32           | 39     | 9      | 13     | 17     | 54     | 66     | -12 |

### Andamento in campionato
| Giornata  | 1 | 2 | 3 | 4 | 5 | 6 | 7 | 8 | 9 | 10 | 11 | 12 | 13 | 14 | 15 | 16 | 17 | 18 | 19 | 20 | 21 | 22 | 23 | 24 | 25 | 26 | 27 | 28 | 29 | 30 | 31 | 32 | 33 | 34 | 35 | 36 |
| --------- | - | - | - | - | - | - | - | - | - | -- | -- | -- | -- | -- | -- | -- | -- | -- | -- | -- | -- | -- | -- | -- | -- | -- | -- | -- | -- | -- | -- | -- | -- | -- | -- | -- |
| Luogo     | T | C | T | C | T | C | T | C | T | C  | T  | C  | T  | C  | T  | C  | T  | C  | C  | T  | C  | T  |    | T  | C  | T  | C  | T  | C  | T  | C  |    | T  | C  | C  | T  |
| Risultato | P | P | P | V | V | P | N | V | N | V  | N  | N  | P  | V  | N  | V  | P  | P  | P  | N  | P  | N  |    | N  | P  | P  | P  | P  | P  | N  | V  |    | N  | P  | N  | P  |
| Posizione | 9 | 9 | 9 | 9 | 7 | 8 | 7 | 5 | 6 | 4  | 3  | 5  | 6  | 5  | 6  | 4  | 5  | 6  | 6  | 6  | 7  | 7  | 7  | 7  | 8  | 8  | 8  | 8  | 8  | 8  | 8  | 8  | 8  | 9  | 8  | 8  |

Legenda:

Luogo: C = Casa; T = Trasferta. Risultato: V = Vittoria; N = Pareggio; P = Sconfitta.

### Statistiche dei giocatori
| A. Bekjiri     | 18 | 1 | 2 | 0 |
| R. Bieli       | 31 | 9 | 5 | 1 |
| D. Bolliger    | 1  | 0 | 0 | 0 |
| R. Bättig      | 25 | 0 | 8 | 0 |
| A. Bühler      | 33 | 1 | 3 | 0 |
| S. Christ      | 17 | 1 | 4 | 1 |
| M. Colomba     | 21 | 0 | 0 | 0 |
| S. Dugic       | 19 | 3 | 1 | 0 |
| S. Fejzulahi   | 14 | 1 | 3 | 0 |
| F. Ferrari     | 4  | 0 | 0 | 0 |
| G. Giallanza   | 27 | 9 | 2 | 0 |
| C. Hasler      | 7  | 0 | 0 | 0 |
| G. Inler       | 14 | 3 | 3 | 0 |
| S. König       | 0  | 0 | 0 | 0 |
| D. Moretto     | 11 | 2 | 1 | 0 |
| D. Opango      | 25 | 0 | 7 | 2 |
| P. Paulinho    | 34 | 4 | 0 | 0 |
| R. Rudolf      | 3  | 0 | 0 | 0 |
| G. Sadiku      | 2  | 0 | 0 | 0 |
| M. Schenker    | 25 | 1 | 2 | 0 |
| F. Schmid      | 18 | 0 | 1 | 1 |
| D. Sesa        | 3  | 0 | 0 | 0 |
| A. Simo        | 20 | 1 | 4 | 0 |
| O. Stöckli     | 10 | 0 | 1 | 0 |
| J. Tcheutchoua | 19 | 0 | 3 | 0 |
| M. Vanetta     | 22 | 1 | 0 | 1 |
| H. Vardanyan   | 16 | 0 | 3 | 0 |
| C. Varela      | 21 | 3 | 6 | 1 |